# イタリアのイスラム教
本項目では、イタリアのイスラム教（イタリアのイスラムきょう）について記述する。
イタリアにおけるイスラム教の歴史は9世紀、シチリア島がイスラム教国家による支配を受けた時代にまで遡る。827年に初めてマツァーラの支配が始まってから1300年にルチェーラにあったイスラム教徒の最後の拠点が破壊されるまで、イタリア国内には一定数のムスリム（イスラム教徒）が存在していた。その後1970年代まで、イスラム教はイタリアではほぼ信仰の見られない宗教であった。
1970年代、初のソマリア系移民がイタリアへとやってきた。近年では、モロッコやエジプト、チュニジアと言った北アフリカからの移民が多く見られるようになっている。今日、イタリア国内には約150万人のムスリムがおり、国内には約500のモスクが存在するが、イスラム教は法による認可を受けていない。

## 法的地位
イスラム教はイタリア国内ではカトリック教会についで二番目に多い信者数を有するものの、これはイタリア政府により公式には認定されていない。カトリック以外の宗教については、イタリア政府による公式認定とは実質上、認可を申請した宗教コミュニティと政府の間で合意署名が交わされてのち、イタリア内務大臣の要請を受け、大統領に認可されることである。そのような認定は単に宗教の信者数だけではなく、審議にかけられる宗教の教条がイタリア憲法の規定に合致することが必要である。公式の認定を得た宗教は、個人所得税の「使途指定制度」（いわゆる「1000分の8」）による優遇を得る機会を与えられる。ユダヤ教もしくは、アッセンブリーズ・オブ・ゴッド、末日聖徒イエス・キリスト教会、セブンスデー・アドベンチスト教会のような少数派宗教を含む他の宗教は既にイタリア政府と合意署名を交わし、公式に認可を受けている。2005年、ムスリムによって構成される評議会「イタリアイスラム教協議会」がイタリア内務大臣によって設立された。評議会の会員間の強い意見対立により認可ヘ向けた作業は中断している。内部の意見対立、強硬派のイマーム、ムスリム移民による一夫多妻制や女性の権利の侵害といった要素がイスラム教がイタリア国内で認可を受けていない要因と考えられている。

## 歴史

### サラセン人
イタリア領内にあるパンテッレリーア島（シチリア島西端と北アフリカの間にある）は700年にアラブ人により征服された。アラブ人はこれ以前の652年と667年、そして720年に当時ローマ帝国領であったシチリア島を襲撃していた。島の最東部にあたるシラクサは708年に初めて一時的に支配下に置かれたが、740年の侵攻計画は、771年まで続いたマグリブのベルベル人の反乱と799年まで続いたイフリーキヤの内乱により失敗に終わった。サルディーニャ島へのアラブ人の攻撃はシチリア島への攻撃に比べ重要度は低く、征服は失敗に終わったが、サルディーニャ島のローマ帝国からの分離をうながし、サルディーニャ島の独立とジュディカーティ（審判による統治）の時代につながった。

#### シチリア島征服
ビザンティン帝国に対し反旗を翻したシチリア島の総督はムスリム（ヨーロッパの過去の文書ではサラセン人と呼ばれた）に助けを求めた。度重なる軍の反乱を収束させるため、イフリーキヤのアグラブ朝総督は、アサド・イブン・アル＝フラートらに率いられたアラビア人、ベルベル人、アンダルス人の軍を派遣して827年、830年、875年にシチリア島を征服した。パレルモが831年に陥落した後、843年にメッシーナが陥落、878年にはシラクサも陥落した。902年、イフリーキヤの総督自身が軍を率いてシチリア島へと進軍、902年にタオルミーナを支配下においた。イタリア半島本土のレッジョ・カラブリアも918年に陥落、964年にはビザンティン帝国の最後の拠点となっていたロメッタが陥落した。
ムスリムによる支配の下、シチリア島の農業は繁栄期を迎え、農産物の輸出が盛んとなった。美術や工芸がシチリア島の各都市で栄えた。シチリア島内でムスリムが首府を置いていたパレルモには当時30万人の人々が住んでおり、この数字は当時のドイツの都市の全人口よりも大きかった。ムスリムにより征服された地方の住民は西シチリア島のカトリック教会を信仰するシチリア人と、主に島東部に住みギリシア語を話す一部のキリスト教徒がいたが、これ以外に相当数のユダヤ人が居住していた。これらの被征服民はムスリム支配下でもズィンミーとしてある程度の信教の自由を保証されていた。ただし、ムスリムとズィンミーの間にいくつかの区別があった。ズィンミーはジズヤ（人頭税）やハラージュ（土地税）を支払う必要があったが、ムスリムが支払う必要のある税（ザカート、喜捨）の支払いは免除されていた。アラブ人による支配下では、人頭税を支払う民の間には複数の区分があったが、どの区分にも共通していたのは、外国からの侵略や内部反乱に対する保護を受ける代わりに、ムスリムによる支配への服従の証として人頭税を支払うという点であった。征服された民は、イスラム教へ改宗しさえすれば、人頭税の支払いをせずに済む。真率な宗教的信念か社会的強制かはともかく、シチリア島の原住民の大多数がイスラム教へと改宗した。しかし、イスラム教国家による100年間の統治の後ですら、数多くのギリシア語を話すキリスト教徒コミュニティが特にシチリア島北東部においてズィンミーとして存続していた。これは、共存を許容するジズヤ制度によるところが大であった。この被征服民との共存関係は、特に1189年のグリエルモ2世の死に続くシチリア島の再征服以降、崩壊することとなる。11世紀半ばまでは、ムスリムがシチリア島の住民の多数派を形成していた。

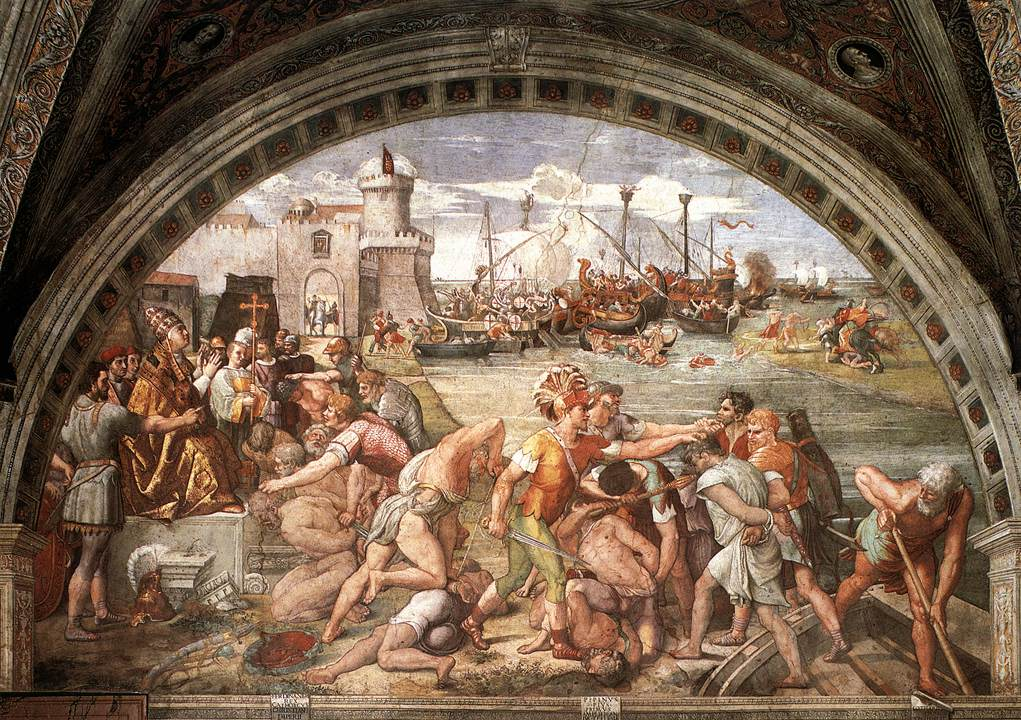
849年に起きたオスティアの戦いはローマへのアラブ人の3回目の侵攻の失敗を決定づけた。

#### プッリャの首長国
ムスリムたちは、シチリア島からイタリア本土への攻撃を行い、カラブリアを侵略した。835年と837年に、ナポリ公はベネヴェント公と戦い、シチリア島のムスリムに助けを求めた。840年、ターラントとバーリはムスリムの手に落ち、841年にはブリンディジが征服され、カプアは破壊された。当時フランク人の庇護下にあったベネヴェントは840年から847年まで占領され、851年から852年の間に再度占領された。843年、846年、849年のムスリムたちによるローマへの攻撃は失敗に終わった。847年、ターラント、バーリ、ブリンディジはアグラブ朝から独立した首長国となることを宣言した。数十年の間、ムスリムたちは地中海を支配し、イタリアの港湾都市に攻撃を加えた。ムスリムは868年から870年までの間シチリア島のラグーザを占拠した。
870年にマルタが陥落してようやく、カトリック教会のキリスト教徒はムスリムと戦うことのできる軍隊を設立した。続く約20年間は、本島の大部分がキリスト教徒の支配下に置かれた。イタリア王国国王ロドヴィコ2世はブリンディジを征服し871年にはバーリでアラブ人を破ったが、その後アグラブ朝により捕虜にされた。捕虜となったルイ2世に代わり、ビザンティン帝国が880年にターラントを征服した。カラブリアのサンタ・セヴェリナ・クロトーネなど、南部にあった少数のムスリムの拠点は885年まで存続した。882年、ムスリムはさらに北進して新たな拠点をナポリとローマの間にあるガリリャーノ川の河口に設立し、ガエータと同盟を結び、カンパニアやラツィオのサビーナを攻撃した。約100年後、ビザンティンは神聖ローマ帝国皇帝オットー2世と戦うためシチリア島のムスリムに支援を求めた。シチリア島のムスリムは982年にクロトーネの戦いにおいて、ターラントでオットー2世を破り、この後200年間、後継の神聖ローマ皇帝によるイタリア南部への侵入を防ぐことにほぼ成功した。
1002年、バーリは再びムスリムの支配下に置かれたが、すぐにビザンティンにより奪回された。アグラブ朝がイフリーキヤでも敗退した後、シチリア島は10世紀に後継政権となったファーティマ朝による支配を受けたが、カルブ朝の下でのスンナ派とシーア派による争いの後独立を宣言した。

#### ピエモンテへの侵入
セプティマニアとナルボンヌからやってきたアラブ人とベルベル人は、729年から765年にかけてスペインの西ゴート王国を征服した後、イタリア北部へと侵攻を開始し、793年には再度フランス南部（ニースへ813年、859年、880年）へと侵攻した。888年、アル・アンダルスのムスリムたちはフランスのプロヴァンス、フレジュス付近のフラフシャニートに新たな拠点を築き、この拠点からフランス沿岸部と内陸部へ侵攻を開始した。
915年のガリリャーノの戦いの後、ムスリムはラツィオ南部の拠点を失った。926年にはウーゴ王がイタリア北部の政敵と戦うため、ムスリムを招集した。934年と935年、ジェノヴァとラ・スペツィアが攻撃を受け、続いて942年にはニースが襲撃を受けた。ピエモンテにおいてムスリムたちはアスティとノーヴィまでの地域を獲得、さらにローヌ渓谷とアルプス山脈の西斜面に沿って北へと進軍した。ブルゴーニュ公国軍を破った後、942年から964年までサヴォワを征服し、952年から960年までスイスの一部を占領した。アラブ人と戦うため、ウーゴ王の仇敵であったベレンガーリオ1世はマジャール人傭兵を招集、マジャール人傭兵はイタリア北部を蹂躙した。ドイツの王らの圧迫の下、フラフシャニートは972年に降伏したが、30年後の1002年にジェノヴァは侵攻を受け、1004年にはピサも侵攻を受けた。
ピサとジェノアは結束し、コルシカ島（イスラム暦/西暦：810/850-930/1020）とサルディーニャ島のムスリムによる支配を終わらせた。1015年にはアンダルスのデニア公率いる軍隊がスペインからサルディーニャ島へと来訪し、ティレニア海とイタリア半島を支配下に置くための兵站用の一時的な軍営を設置したが、1016年、ジェノアとピサの両海洋共和国による軍事介入のために部隊は軍営からの撤退を強いられた。

#### ノルマン人支配下のシチリア島

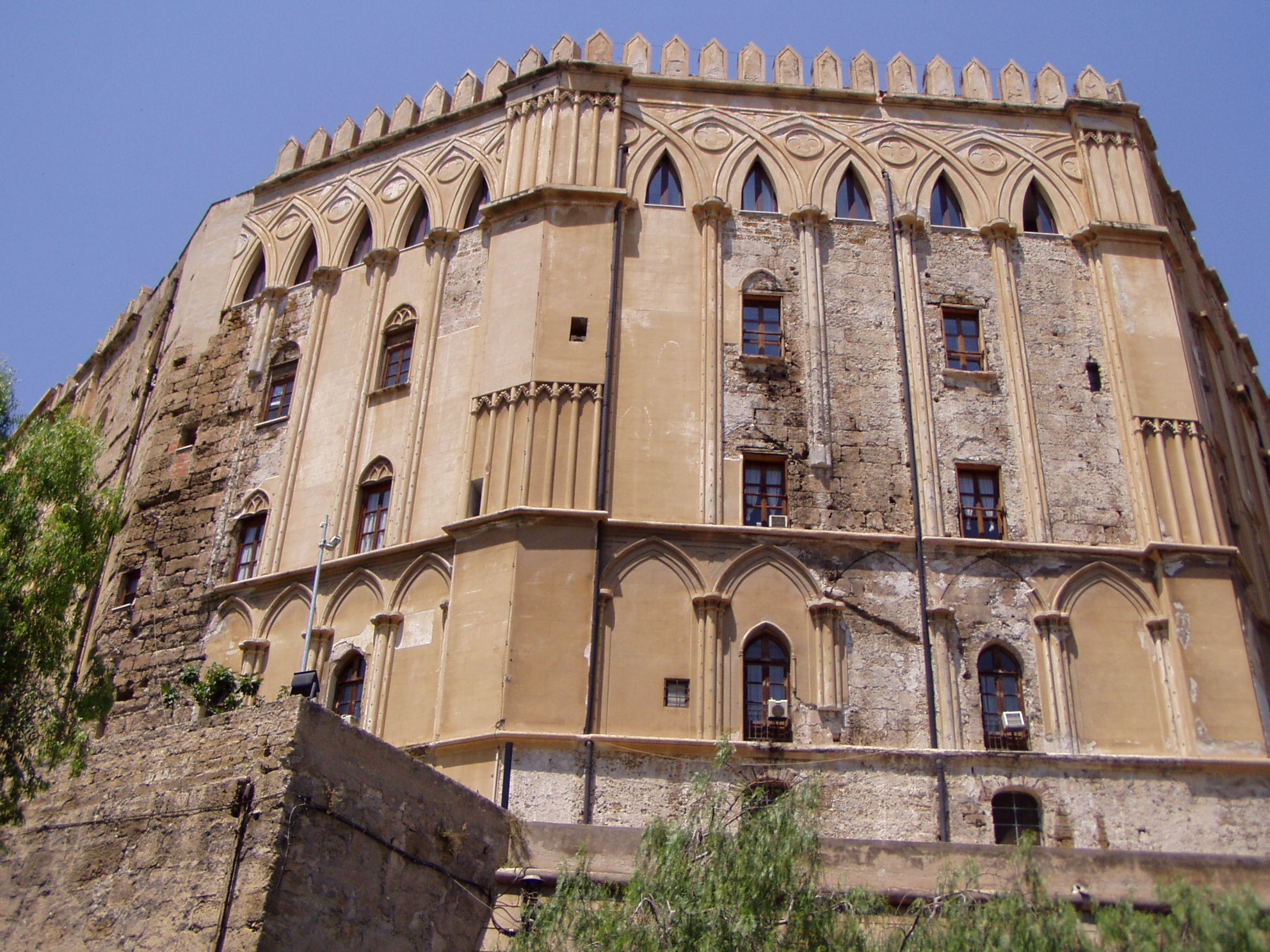
かつてのアミールの宮殿、ノルマンニ宮殿

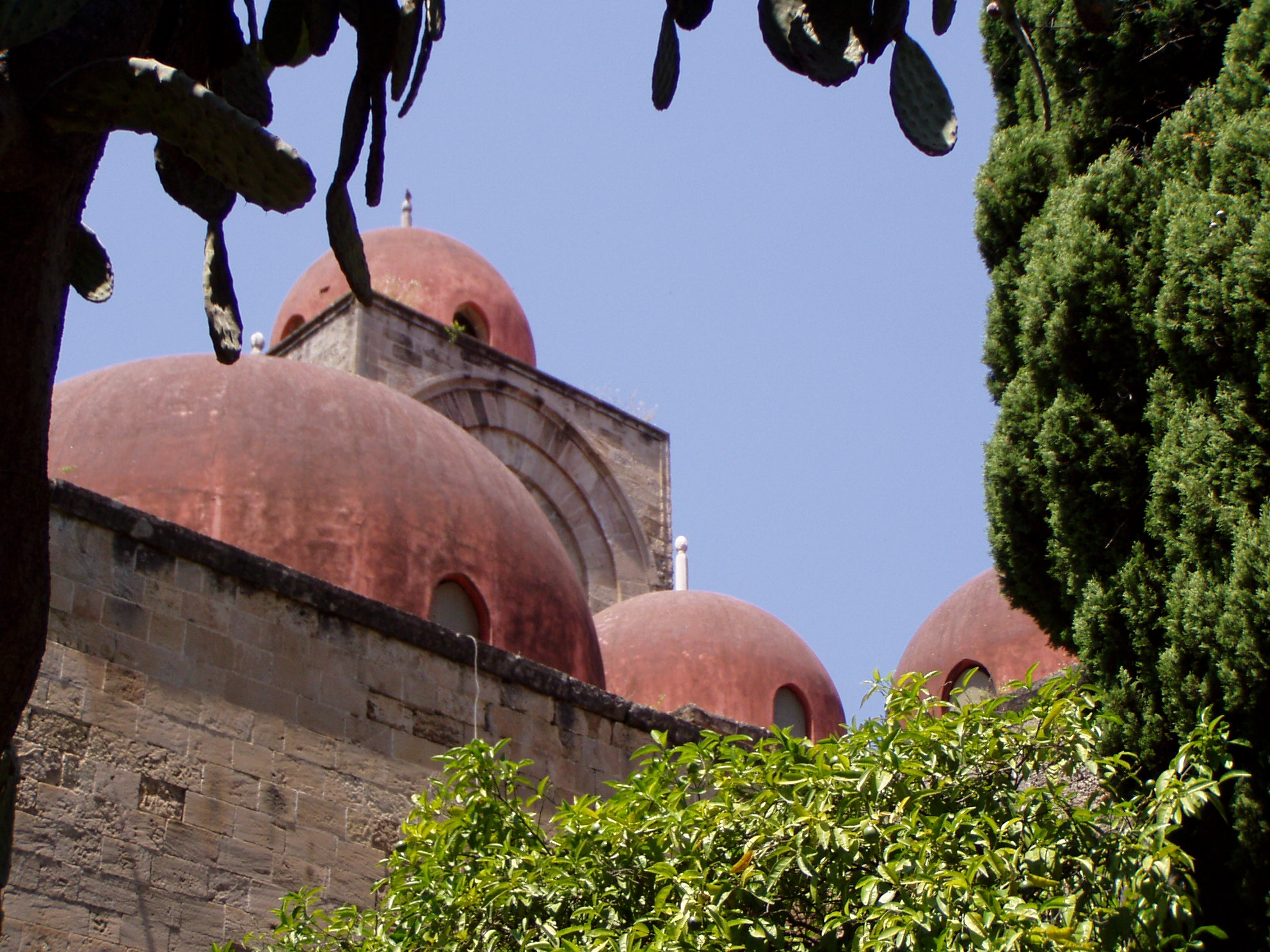
サン・ジョヴァンニ・デッリ・エレミティはアラブ・ローマ・ノルマンの3つの文化の融合を象徴する建築物である。

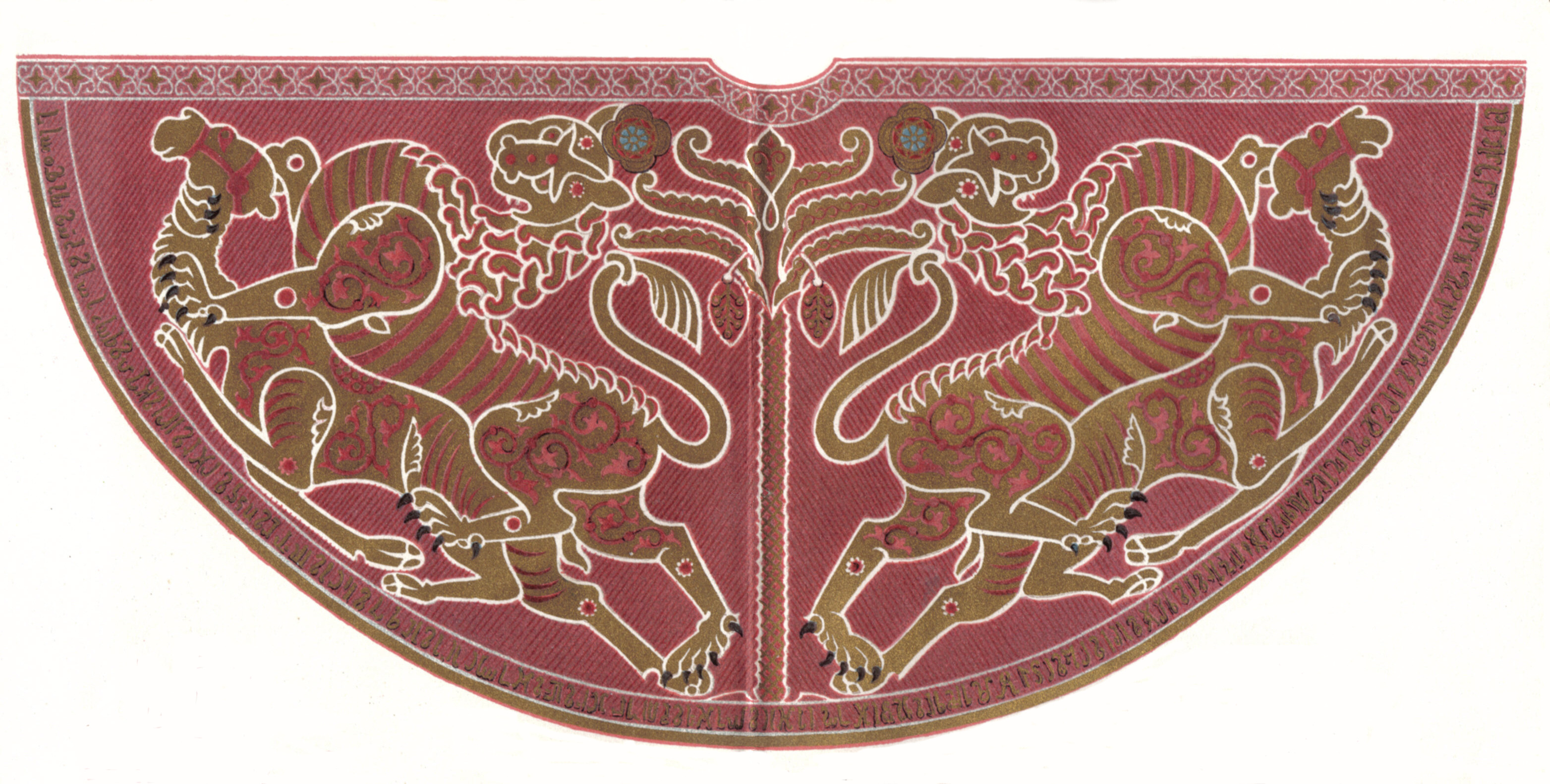
ルッジェーロ2世王の戴冠式の外套に刻まれたアラビア語

カルブ朝政権下で始まったシチリア島の文化的、経済的繁栄は、チュニジアのズィール朝（1027年）、ピサ（1030～1035年）、ローマ（1027年以降）による多数の死傷者を出した戦いとそれに続く侵攻により中断された。東シチリア（メッシーナ、シラクサ、タオルミーナ）は1038年から1042年までビザンティン帝国の支配を受けた。1059年、イタリア南部からルッジェーロ1世に率いられたノルマン人が来襲、島を征服した。ノルマン人はレッジョ・カラブリアを1060年に征服した（ローマにより1027年に征服されていた）。メッシーナは1061年にノルマン人の手に落ちた。イスラム教国家による支配を守るためのアルジェリアのハンマード朝による侵攻は1063年、ジェノア・ピサ連合軍の迎撃により失敗に終わった。1072年のパレルモ、そして1088年のシラクサの失地も防げなかった。ノートとシチリア島の最後のムスリムの拠点は1091年に陥落した。1090～1091年、ノルマン人は再度マルタを征服、パンテッレリーアは1123年に陥落した。
ノルマン人による支配下においても、少数ながらムスリムはシチリア島に残っていた。ルッジェーロ2世は、歴史上初めて正確な世界地図を作成した高名な地理学者ムハンマド・アル＝イドリースィーや詩人のイブン・ザファルらを宮廷へと招いている。最初、ムスリムたちはノルマン人によって寛大な処置を受けていたが、すぐに教皇からの圧力により差別が強まることになった。モスクの大部分は破壊もしくは教会へと作り替えられた。初期のシチリア島のノルマン人は十字軍に参加しなかったが、1157年以降にムワッヒド朝に敗れるまで何度かイフリーキヤへの侵攻や襲撃を行った。
シチリア島における平和的な共存関係は1189年のグリエルモ2世の死とともに終焉を迎えた。上層階級のムスリムたちはこの時に脱出した。彼らムスリムの医学的知識はスコラ・メディカ・サレルニターナに保存されている。アラブ・ローマ・ノルマン人の芸術面や建築面における融合はシチリア・ロマネスクとして現代まで残存している。島に残ったムスリムたちはシチリア島のカルタジローネなどへと逃亡したり、山岳部に身を隠し、1194年よりシチリア島を支配したホーエンシュタウフェン朝に対し抵抗を続けたりした。島の中心部において、ムスリムたちはイブン・アッバードがシチリア島の最後のアミールであると宣言した。
この大変動期を収束させるため、自らも十字軍騎士であった皇帝フリードリヒ2世は残存する少数のムスリムをシチリア島から排除する政策を実行した。この民族排除は、ごく一部には教皇支配の強化の意味もあったものの、主な目的は非キリスト教徒の潜伏者に影響されることのない忠誠心の強い軍隊を作ることにあった。1224年から1239年にかけて、フリードリヒ2世は、シチリアから、プッリャのルチェーラにある自治植民地へとムスリムを追放した。この植民地は、ムスリムが非ムスリム居住地へ浸透することができないようにするため、厳しい軍事管理下に置かれていた。しかし、ムスリムたちはフリードリヒ2世により軍に採用され、ムスリムたちはフリードリヒ2世の政敵と何のつながりもなかったために忠実な近衛兵団となった。1249年、フリードリヒ2世は同様にしてマルタからムスリムを排除した。教皇の命により、ルチェーラは1300年にカルロ2世の手でキリスト教徒の下へと戻ってきた。ムスリムたちは強制的に改宗されるか、殺害もしくはヨーロッパから追放された。しかし、プッリャにムスリムのコミュニティがあったことは1336年の記録にも残っている。2009年には、現代のルチェーラ地方付近に住む住民には北西アフリカと同様の遺伝子が少数ながら見られるという遺伝学的研究成果が発表された。

### 15世紀：オスマン帝国のオトラントへの侵攻
15世紀の間、オスマン帝国はヨーロッパ南東部で支配圏を大きく拡大していった。スルタン・メフメト2世の下、オスマン帝国は1453年にコンスタンティノープルとガラタを征服、ビザンティン帝国の領土を完全に吸収した。1475年には黒海におけるジェノヴァの最後の砦を陥落させ、1479年にはヴェネツィア共和国の影響下にあったエヴィア島のギリシア人居留地を破壊した。オスマン帝国軍は1479年にイタリア北東部にあるフリウーリ地方へと侵攻、さらに1499年から1503年にかけて再度侵攻を行った。ブリンディジの南東約100kmの地点にあるプッリャの港町・オトラントは1480年に支配下に置かれた（オトラントの戦い）が、1481年にメフメト2世が亡くなり後継者争いが起きるとオスマン帝国軍は潰走した。オスマン帝国の帝位を狙っていたジェム・スルタンは教皇による支援にもかかわらず敗北した。彼は家族とともにナポリ王国へと逃亡し、そこでジェムの男系の子孫が1492年に教皇によりプリンシペ・デ・サイード（サイード公）の称号を授けられた。サイード公らは17世紀までナポリを拠点とし、またマルタに移転する1668年まではシチリア島も拠点としていた。

#### 16世紀の攻撃
オトラント占拠は、さらなる侵攻のための拠点とするためだったかという点に関しては議論の余地があるものの、オスマン帝国のスルタンはイタリア半島を支配下に入れイスラム教による統治を導入するという野望を諦めることはなかった。1526年にドゥブロヴニクとハンガリーを征服し1529年に第一次ウィーン包囲でオスマン帝国軍が敗北すると、オスマン帝国軍は再びイタリア南部への攻撃へと移った。1512年と1526年、オスマン帝国はレッジョ・カラブリアを制圧し1537年にはカラブリアの大部分を征服、1538年にはヴェネツィア共和国艦隊を撃破した。1539年、ニースはベルベル人の攻撃を受けた（ニース包囲）が、1553年のパンテッレリーアの戦いや1565年のマルタ包囲戦での敗北により、オスマン帝国によるシチリア島への上陸作戦は失敗に終わった。
1571年のレパントの海戦における、キリスト教徒による神聖同盟の勝利に、スペイン王国についで貢献したのはヴェネツィア共和国であった。ヴェネツィア共和国は1423年から1718年までの間、8回に渡りオスマン帝国と戦い大きな犠牲を払った。

## 現代の状況

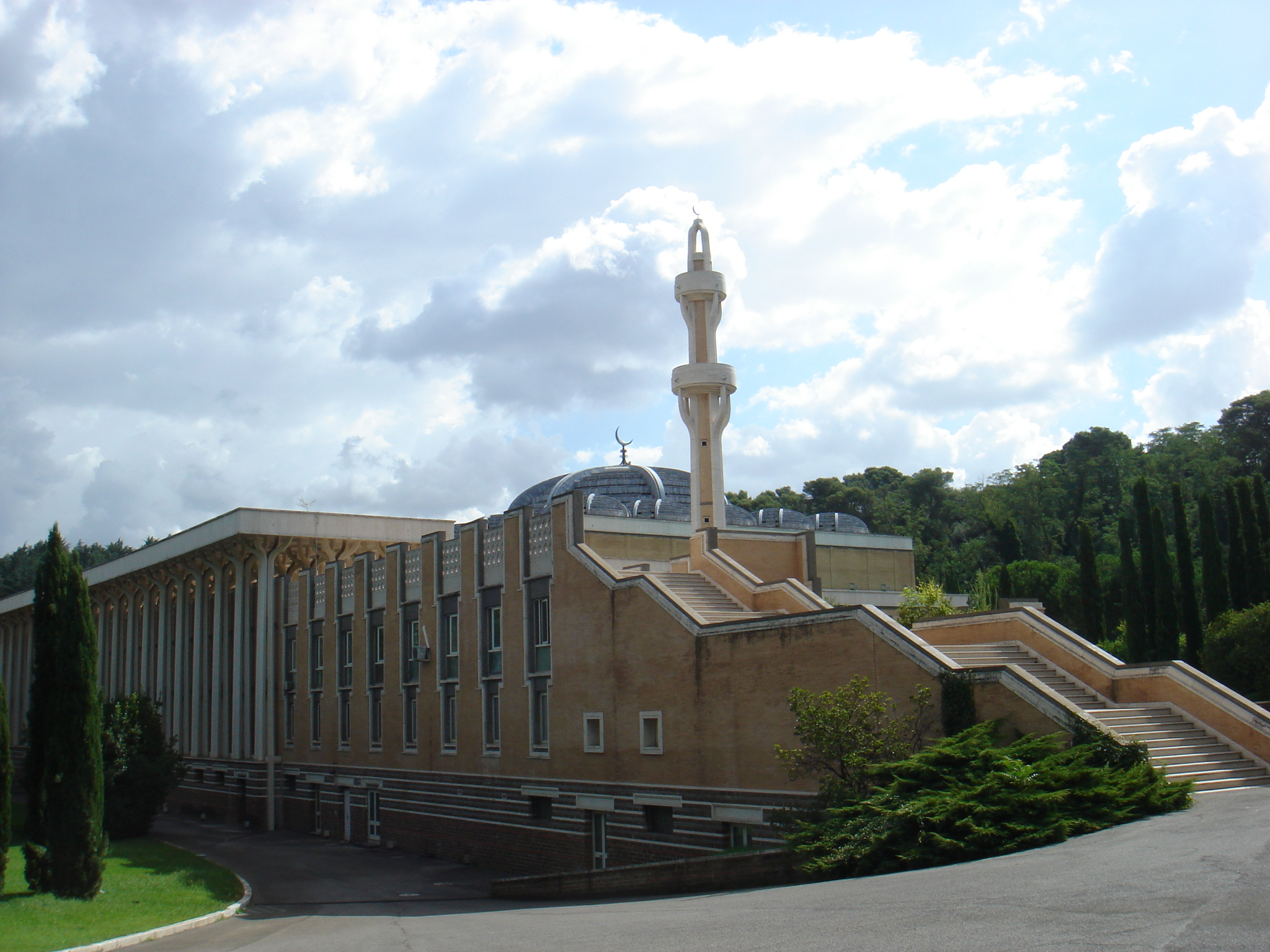
ローマモスク、イタリア及びヨーロッパ最大のモスク。

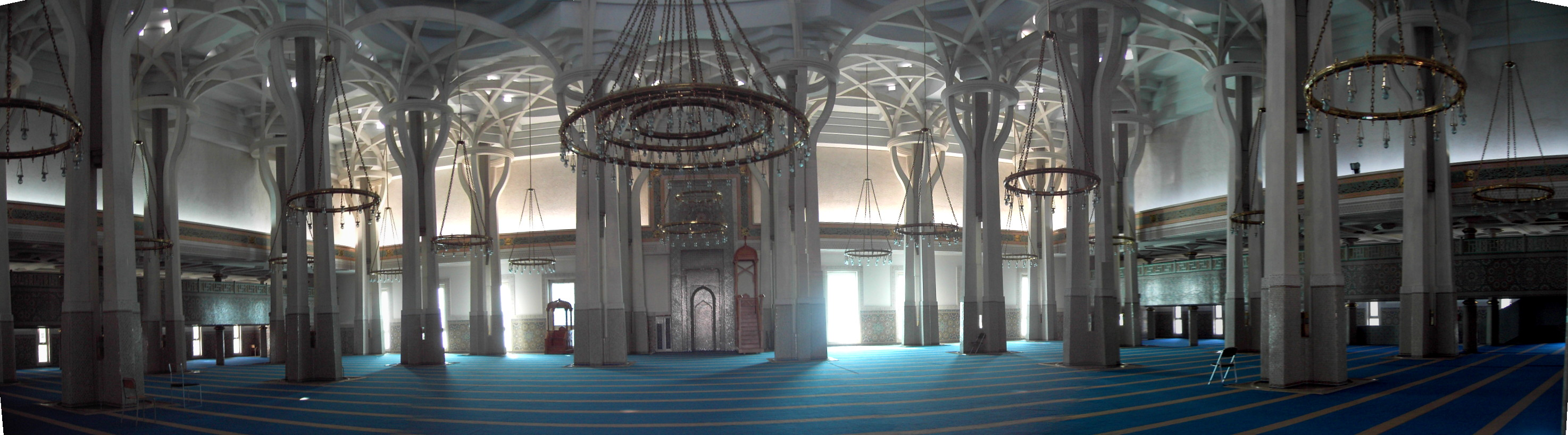
モスクの内部

イタリアの公式統計によれば、ムスリムは2005年1月1日時点でイタリアに住む約240万人の外国人居住者の内約34％を占めている。これら82万人の外国人ムスリム居住者は合法的にイタリア国内に居住しているが、イタリアのカトリック系社会奉仕団体カリタスによる年次予測によれば、イタリアの不法移民の内ムスリムは約40％に相当することから、合法居住者の他に約10～15万人の不法滞在中のムスリムがいるとみられる。イタリア国内のイスラム教多数派はスンナ派であり、シーア派は少数派である。
不法移民はイタリア国内のムスリムの中では少数派であるにも関わらず、現代イタリアにおけるイスラム教の問題を複数の政党（特に同盟）が移民、特に不法移民と結びつけて考えている。船一杯の不法移民（clandestini）がやってきたとの報道がニュース番組で、特に夏季に大きく取り上げられるため、移民問題は政治課題として目につきやすい。イタリア警察はイタリアの海岸へと上陸する何千もの不法移民をせき止めることにはあまり成功していない。これは主にイタリアの海岸線が合計で約8,000kmという長距離に渡ることによる。しかし、イタリアに上陸する不法移民の大部分は他のEU諸国への通過点としてのみイタリアを利用している。これは、イタリアではドイツやフランスよりも移民に対する経済的機会や社会福祉が貧弱であることによる。
イタリア国籍を有する移民のムスリムの数は約3～5万人と推定されている。一方。イタリア人のイスラム教への改宗者は1万人以下と推定されている。
ムスリムはイタリアの総人口の約1.4％を占めているが、この比率は他の主要なEU諸国よりもかなり低く、しかも、1300年にムスリムがプーリアにおける最後の支配拠点を失う以前、つまり9世紀半ばから13世紀末までにイタリアで記録されたムスリム人口よりもやや少ない。
中世には現在のイタリア領土内に居住するムスリムはその大多数が島嶼部（シチリア島）とイタリア南部（カラブリア州、プーリア州）に集中していたが、現代ではイタリア全土に分散して、イタリア北部に55％、中部に25％が居住しており、南部にはわずか20％のみとなっている。移民に占めるムスリムの割合は近年減少傾向にあり、イタリア内務省とカリタスによる統計報告によれば、新たな移民に占めるムスリムの割合は1990年代の50％以上（主にアルバニア人とモロッコ人）から2000年代には25％以下に減少している。
イタリア現地住民とイスラム教徒移民の間の近年の対立点のひとつに、学校の教室、市庁舎、病院の病棟など公共建築物における十字受難像の掲示がある。アデル・スミスは公共施設において十字架を除去するよう主張し、メディアで大きく報道された。イタリア国務院は2006年2月13日の556号判決において、政府助成施設における十字架の掲示を承認した。その後スミスは2006年にカトリック中傷の罪で起訴された。

### モスク
ムスリム活動家の特例拘置引き渡し事件（令状なしの逮捕、裁判なしの拘留、他国への引き渡し）が多数発生しているほか、現政権によるモスク閉鎖の動きがみられる。2008年９月、北部同盟が、国内の多くの地域における新たなモスクの建設を禁止する法案を提出したことが報じられた。モスクの建設はすでにミラノで不許可となっている。イタリア政府は、ムスリムはいかなる場所でも祈ることができ、モスクを建設する必要はないと主張している。

### 学者
イタリアには著名なムスリム学者がさほど多くいるわけではなく、多くのムスリムたちは外国のイスラム法学者に頼っている。例として、イタリアに居住する南アジア系のムスリムは南アフリカのイスラム法学者であるムフティー・イスマーイール・ムーサにあらゆる宗教的疑問の照会を行っている。

## 組織
イタリアのムスリムの少数派はイスラム教協会に属している。国内のイスラム教協会としては主に以下のものがある。
- UCOII Unione delle Comunità Islamiche d'Italia [18]
- CCII, Centro Culturale Islamico d'Italia、ヨーロッパ最大のモスクであるローマモスクに本部を置いている[19]。

## 参考資料
- Allievi, Stefano (2003-07). “Sociology of a Newcomer: Muslim Migration to Italy - Religious Visibility, Cultural and Political Reactions”. Immigrants and Minorities 22 (2–3):  141–154. doi:10.1080/0261928042000244790.